# СКА (футбольный клуб, Одесса, 2011)
СКА — бывший украинский футбольный клуб из Одессы, основанный в 2011 году. Являлся «наследником» (хотя и не прямым правопреемником) существовавшего в 1944—1999 годах клуба, наиболее известного как СКА (Одесса).
Принял участие в любительском чемпионате Украины 2012 года, однако после перехода в профессионалы снялся с этого турнира. Также сыграл в Кубке Одесской области памяти Николая Трусевича 2012 года, где в финале уступил клубу «Тарутино» (1:4). В сезоне 2012/13 играл во второй лиге Украины первую часть сезона. Затем снялся с соревнований. Директором и главным тренером клуба являлись Игорь Негара, спортивным директором — рекордсмен прежнего одесского СКА по числу игр Сергей Марусин. В 2013 году клуб был расформирован.